# Golfe de Saros
Pour la période entre deux éclipses, voir Saros.
Le golfe de Saros (en turc : Saros Körfezi) est un bras de mer de la mer Égée, dans la région de Marmara en Turquie. Il était appelé golfe Mélas (du nom du fleuve éponyme) dans l'Antiquité.
Long de 75 km sur 35, il est formé au sud par la péninsule de Gallipoli (province de Çanakkale) et au nord par la côte de la province d'Edirne. 
Les îles d'Imbros et de Samothrace se trouvent non loin de son embouchure.
La faille nord-anatolienne traverse le golfe de Saros, qui a causé des tremblements de terre très puissants et meurtriers.